# Gräberfeld von Barshalder
Koordinaten: 57° 6′ 10″ N, 18° 18′ 56″ O
Barshalder (auch Barshaldar oder Barsaldershed) ist das größte prähistorische Gräberfeld auf der schwedischen Ostseeinsel Gotland. Es liegt zwischen Grötlingbo und Fide. Seit 1826 wurden hier in 46 Grabungsperioden mehr als 500 Gräber, die als Stein- oder Holzkisten erscheinen, gefunden. Sie wurden in der ersten Zeit unsachgemäß geborgen beziehungsweise dokumentiert.
Reiche Funde aus dem 1. Jahrtausend n. Chr. wurden geborgen. Das Material ist wichtig für die Erforschung der Eisenzeit und die sich anschließenden Perioden auf Gotland. Der Großteil der Funde stammt aus der späten Eisenzeit, der Vendel- und der Wikingerzeit (375–1100 n. Chr.). Das Gräberfeld umfasst aber auch eine Reihe steinzeitlicher Fundstellen.

## Bestattung

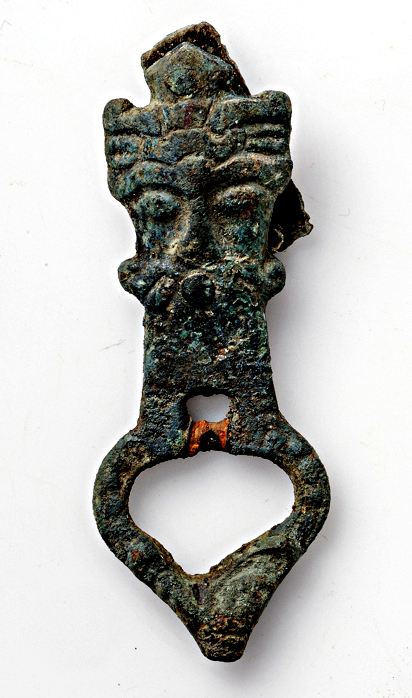
Grabfund

Ein Mann war hier in einer Kiste aus Sandsteinplatten in voller Waffenausrüstung bestattet worden. Ihm wurden ein zweischneidiges Schwert, ein U-förmiges bronzenes Ortband für die Schwertscheide, ein eiserner Schildbuckel mit schrägem Rand und konischem Oberteil, drei Speerspitzen und mehrere Pfeilspitzen sowie ein Gürtelbeschlag und eine wahrscheinlich aus dem Donauraum stammende Schnalle aus Silber mitgegeben. Eine bronzene Armbrustfibel, ein goldener Fingerring, ein kleiner, goldener C-Brakteat, ein Kessel vom Westlandtyp, ein Glasbecher, Spielsteine und ein Griffkamm aus Knochen vervollständigen die Ausstattung.

## Griffkamm
In Schweden gefundene Griffkämme haben am Kammrücken einen halbmondförmigen oder halbrunden, manchmal auch rechteckigen Griff. Griffkämme sind aus mehreren gotländischen und norrländischen Funden bekannt. Mehrere Exemplare wurden in Skedemosse und in der Burg Eketorp, beide auf Öland, gefunden. Der Griffkamm ist ein mittel- und osteuropäischer Kammtyp, der in Skandinavien Aufnahme fand. Hier erhielt er oft eine reiche Verzierung; doch wurde auch noch die ältere Kammform mit bogenförmigem Oberteil – aus einem Stück geschnitten oder aus mehreren Teilen zusammengesetzt – hergestellt. Die Griffkämme wurden im Norden nur kurze Zeit hergestellt; sie verschwanden bereits in der älteren Vendelzeit (550–800 n. Chr.) wieder.

## Schwertperle
Außer den genannten Gegenständen wurde eine 2,5 cm große, abgeflachte Perle aus schwarzem Glasfluss mit eingelegtem Wellenband aus gelbem Glasfluss geborgen. Wo die Perle im Grab lag, ist unsicher, doch war sie vermutlich am Schwert befestigt, so dass es sich um eine so genannte Schwertperle handelt. 
Von der Zeitenwende bis 650 n. Chr. sind in einer Zone, die von der Wolgaebene im Südosten durch Mitteleuropa bis nach Frankreich und England im Westen sowie bis Skandinavien im Norden reicht, Kriegergräber nachgewiesen worden, in denen eine einzelne Perle (oft von bedeutender Größe) zum Inventar gehört. Der Ursprung dieser Sitte ist im Osten innerhalb des iranisch-sarmatischen Kreises zu suchen, wo sie von den Hunnen übernommen und von den Germanen vermittelt wurde. Das Grab auf der Barshaldershed ist chronologisch der Hunnenzeit in Mitteleuropa zuzuweisen. Schwertperlen sind ein Beispiel für Formen und Ideen, die die nordischen Völker in der Mitte des 1. Jahrtausends von östlichen Stämmen übernahmen. Es ist kein Zufall, dass einige vermutliche Schwertperlen auch in Skedemosse auf Öland – wo ein Waffenopferfund geborgen wurde – ergraben worden sind.

## Schiffssetzung
Im Wald auf der anderen Seite der Straße liegt ein etwa 19,0 Meter langes und 4,5 Meter breites Steinschiff, dem auf jeder Seite zwei Steine fehlen. Die Steine sind zwischen 1,0 und 1,35 Meter hoch. Neben der Schiffssetzung liegen ein nahezu runder Steinkreis von etwa 6 Meter Durchmesser und zwei Bautasteine. Bei einer Ausgrabung im Jahr 1928 fanden sich nur verbrannte und unverbrannte menschliche Knochen und einzelnen Scherben. Zwischen der Kreisstraße und der Schiffssetzung liegt ein etwa 4 × 4 Meter messender 3 Meter hoher Findling, genannt Brödstajnen, mit dem eine Legende verbunden ist. 